# Sina Farzin
Sina Farzin (* 1976) ist eine deutsche Soziologin.

## Leben
Ab 2002 studierte sie als DAAD-Stipendiatin an der Peking-Universität. 2003 erhielt sie einen Master of Arts in European Culture and Economy (ECUE) an der Ruhr-Universität Bochum, Fakultät für Sozialwissenschaft; 2005 einen Magister ebenda. 2006/07 arbeitete sie an der Universität Basel, in der Schweiz, als Gast-Doktorandin. 2010 erfolgte ihre Promotion an der Universität Bremen mit dem Thema Die Rhetorik der Exklusion – Zum Verhältnis von Sozialtheorie und Exklusionsthematik.
Von 2012 bis 2019 war Farzin Juniorprofessorin für Soziologische Theorie an der Universität Hamburg. Von Dezember 2019 bis März 2025 war sie Professorin für Allgemeine Soziologie und Soziologische Theorie an der Universität der Bundeswehr in München, seitdem ist sie Professorin für Soziologische Theorie an der Carl von Ossietzky Universität Oldenburg.
Zu ihren Forschungsschwerpunkten gehören u. a. Thematiken der sozialen Inklusion und Exklusion, der System- und Differenztheorien, der Literatursoziologie und eine Soziologie der Utopien und Dystopien.
Farzin ist die Herausgeberin der Fachzeitschrift Soziologie der Deutschen Gesellschaft für Soziologie (DGS).  Seit 2015 ist sie darüber hinaus gewähltes Mitglied des Konzils der DGS und sie war für einige Jahre auch als Vorstandsmitglied der DGS aktiv.

## Veröffentlichungen
Monographien
- Die Rhetorik der Exklusion. Zum Zusammenhang von Exklusionsthematik und Sozialtheorie. Velbrück, Weilerswist 2011, ISBN 978-3-942393-07-2.
- Inklusion/Exklusion. Entwicklungen und Probleme einer systemtheoretischen Unterscheidung. transcript., Bielefeld 2006, ISBN 978-3-89942-361-7.

Herausgeberwerke
- mit Henning Laux: Soziologische Gegenwartsdiagnosen 3, Springer VS, Wiesbaden 2023, ISBN 978-3-658-41327-9.
- mit Stefan Jordan: Lexikon Soziologie und Sozialtheorie. Hundert Grundbegriffe. Reclam, Stuttgart 2015, ISBN 978-3-15-019297-9.
- mit Henning Laux: Gründungsszenen soziologischer Theorie. Springer VS, Wiesbaden 2014, ISBN 978-3-531-19800-2.
- mit Sven Opitz, Urs Stäheli: Inklusion/Exklusion: Rhetorik – Körper – Macht ( = Soziale Systeme. 14. Jg., H. 2). Lucius & Lucius, Stuttgart 2008, ISBN 978-3-8282-0460-7.
- seit 2017: Herausgeberin der Zeitschrift Soziologie

Beiträge in Handbüchern/Lexika
- Inklusion/Exklusion. In: Oliver Jahraus, Armin Nassehi et al. (Hrsg.): Luhmann-Handbuch. Leben – Werk – Wirkung. Metzler, Stuttgart 2012, ISBN 978-3-476-02368-1, S. 87–89.
- „Luhmann, Niklas“. In: Stefan Jordan, Burkhard Mojsisch (Hrsg.): Philosophenlexikon. Reclam, Stuttgart 2009, ISBN 978-3-15-019107-1, S. 329–331.